# Прибинь (Корюківський район)
Приби́нь — село в Україні, у Корюківській міській громаді Корюківського району Чернігівської області. Населення становить 661 осіб. До 2020 орган місцевого самоврядування — Прибинська сільська рада, якій підпорядковане с. Костянтинівка.

## Географія
Село розташоване на річці Слот за 34 км від районного центру і залізничної станції Корюківка. Висота над рівнем моря — 148 м.

## Топоніміка
Існує три версії назви села:
Перша говорить про те, що вперше на цій території з'явилися біглі кріпаки, які добиралися сюди болотами і лісами і вийшли на високе місце, де зараз знаходиться сільське кладовище і сказали: «Ну вот и прибыли» від цього і пішла назва Прибинь.
Друга говорить, що назва села пішла від назви річки Прибинка, що протікала серед села. Так село називалось до 1895 року. Залишки долин і меандр говорить про те, що річка була великою, на ній навіть стояли водні млини. До недавнього часу збереглися залишки поль млина в урочищі Крутий Лог. Про його існування перекази доводять до 19-го століття.
Третя версія. Із переказів старожилів сусідніх сіл, а саме села Шишківки, відомо, що сама назва села Прибинь пішла від того що саме в нашому селі жили надзвичайно сильні і майстровиті люди, які одним ударом могли «прибить» тублі, так звані дерев'яні гвіздки

## Історія
Точної дати виникнення села встановити не вдалося. По неточним даним можна вважати, що село Прибинь виникло понад 500 років тому назад. З переказів старожилів відомо, що дана територія була покрита лісами. Ліси були дуже заболочені. В той час найкращі землі були захоплені поміщиками, посилилась експлуатація селян. Селяни тікали в глухі місця, рятуючись від сваволі поміщиків.
Перші жителі переселились з Новгорода-Сіверського, які дотримувались напрямку на схід (в напрямку теперішнього села Рудні), але там протікала велика річка і були навколо болота, даної території не можна було пройти. Наступного дня пішли на північ в напрямку сучасного села Шишківка по великому лісу (бор) і дійшли знов до річки Снов і повернулись. На даній території знайшли великого дуба з дуплом (де зараз Прибинське кладовище) на підвищеному місці.
Переселенці стали будувати собі жилі приміщення і вирубували певну ділянку лісу для обробітку землі.Пізніше прибували інші переселенці будували собі житла, доводилось вести господарство примітивними знаряддями праці.
Якщо навкруги були поміщицькі землі та землі монастиря, що стояв у селі Рудні, то Прибинські землі були державні. І люди, які на ній працювали були державними селянами, тому й до сьгодні прибинців називають «козуби».
З давніх переказів та деяких історичних джерел, а саме записів дочки поміщика з села Охрамієвичі (сусіднє село), що тепер зберігаються в музеї міста Сновськ Чернігівської області свідчить, що в селі  Прибинь на початку - в середині 17-го століття налічувалось 24 двори і більше 170 мешканців. Село Прибинь, єдине серед сусідніх сіл, так як і села Климівського району Брянської області Росії, називалися до 19-го ст. Литвою. Кордон між Україною і р-осією знаходиться за 10 км від села у лісистій місцевості, де протікає річка Снов, що власне і є кордоном.
Володіння Литовського князівства в цій місцевості було в 16-му столітті і тому виникнення села можна віднести до 16-го століття.
Гетьман Іван Скоропадський,який почав гетьманування в 1708 році, подарував села з навколишніми землями, це «обители села: Перелюб, Прибынь(с озёрами)»в володіння Ільїнського монастиря міста Чернігова.
У 30-х роках XVIII ст. село входило до перелюбської групи стрільців.
В середині 19-го століття один із заможних селян Бардаков побудував прядильню, де вироблялися вірьовки і плели чуні, які продавали на Донбас на металургійні заводи. Він також відкрив перший магазин та маслобойню. Основною сировиною для маслобойні було насіння конопель.
Надалі ці підприємства перейшли у володіння Елькіна Лейби. Робітників наймали навіть з Росії, нащадки їх живуть і досі (Климовський район, Брянської області від  села, межа через річку Снов). В 1905 році відбулося повстання робітників на підприємствах, Елькін  змушений був втекти під захист поліції в м. Сновськ, а дані підприємства були навіщось зруйновані робітниками.
У 1905 році була збудована дерев'яна церква, остання відправа в якій була проведена 1935 році. При церкві була відкрита церковно-приходська школа.
У 1905—1907 роках населення с. Прибинь брало участь у розгромі підприємств заможних селян та поміщицького винокурного заводу в с. Тополівці(нині Семенівського району). Селяни брали участь у подіях більшовицького перевороту 1917 р.
У 1910 році у Прибині була побудована земством школа, у яку ходили вчитися з навколишніх сіл Шишківки, Рудні, Гути-Студенецької. До цього школа була розташована в сільській хаті. Нову школу німці спалили під час Другої світової війни.
У 1920 роках в селі Прибинь остаточно ствердилась радянська окупація.
У Національній книзі пам'яті жертв Голодомору 1932—1933 років в Україні перелічено 21 житель села, що загинув від голоду.
Під час Німецько-радянської війни на фронті та у партизанському русі брали участь 359 мешканців села, 150 з яких загинули. За роки німецько-нацистської окупації було спалено 85 хат та розстріляно 10 жителів.
У вересні 1943 року село повернулось під контроль окупаційних радянських військ.
Було відновлено колгоспи. На 1944 рік їх було 3. У повоєнні роки село відбудовувалось в тяжких умовах життя. Люди жили в землянках, погребах, по 5-10 сімей в одній уцілілій хаті. У 1947-1948 роках був голод.
У 1950 році відновлені колгоспи села об'єдналися в один колгосп імені Хрущова (потім перейменували на Червона Зірка).
У 1956—1957 рр. приміщення церкви, що стояла через дорогу від кладовища на сучасному волейбольному майданчику школи було збудоване сучасне приміщення школи, спортивний зал прибудований в 1974 р. За часи головування Погуляя Олександра  Васильовича село було електрифіковано. Це було перше електрифіковане село в Холминському районі. Це відбулося у 1958—1960 рр. У цей же час село було радіофіковано. У 1968 споруджено ставок на основі річки Прибинка.
Сільський будинок культури було збудовано у 1970 році. Дитячий садок був збудований в 1978 р. — це був перший в області дитсадок в селі.
У 1978 р. відбулося укріплення колгоспів і колгоспи с. Прибинь і c. Шишківки було об'єднано.
У 1980 році прокладено асфальт за рахунок колгоспу від ферм до села Шишківка і від села і до Перелюба, збудовано 10 будинків для колгоспників.
У 1995—1996 роках почалося розорення колгоспів.
На 1 січня 2007 р. в селі налічується 293 двори. Населення  586 чоловік з них: пенсіонери — 221.
На території Прибині розміщена центральна  будівля сільськогосподарського товариства з обмеженою відповідальністю «Десна». СТОВ «Десна» займається вирощуванням зернових культур та тваринництвом. В користуванні мають 395,7 га землі (ріллі і багаторічних трав).
При сільській раді у  2000 році створено комунальне підприємство «Джерело». Основні види послуг, які надаються населенню це — водопостачання, тракторні послуги, послуги з використанням бензопилки, обмір земельних ділянок.
В селі є три магазини і магазин-бар. Магазин і магазин бар підпорядковані Перелюбському споживчому товариству. Ще два магазини належать приватним підприємцям.
Два молокоприймальні пункти, які роблять збір молока подвірним об'їздом. Закупку молока проводять два молокоприймальні підприємства це — «Менський сир» і ДП Коропський сирзавод.
На території села працює відділення зв'язку. Фельдшерсько-акушерський пункт.
Село Прибинь входить у межі прикордонної смуги це — ділянка місцевості, яка межує з державним кордоном. За селом закріплений інспектор прикордонної служби. У селі, відповідно до закону створено і діє громадське формування «Кордон» до складу якого входять 10 жителів села, які згідно з цим законом слідкують за дотриманням громадського порядку, разом з прикордонниками виконують наказ про охорону кордону.
З 1966 р. в селі працює сільська бібліотека. Станом на 2022 рік перестала функціонувати. Фонд бібліотеки становить близько 8 тисяч примірників, з них до 3 тисяч — дитяча література. Бібліотека обслуговує 500 користувачів. Книговидача за рік становить до 10 тисяч екземплярів. Прибинська бібліотека є опорним пунктом з народознавства. При бібліотеці діє народознавчий жіночий клуб  «Любисток» та дитячий народознавчий гурток «Вербиченька». В бібліотеці створена музейна кімната народознавства. З гуртком та клубом вивчають традиції, обряди, звичаї нашої місцевості.
Засіданнями в бібліотеці ці колективи не обмежуються. Беруть активну участь у культурному житті села. Вже стало традицією проводити обрядові колядки та щедрівки, заходи за народним календарем. Фольклорно-народознавчий клуб «Любисток» був запрошений на звіт художніх колективів Чернігівщини і отримав почесну грамоту за талановито виконану народну пісню. В квітні цього року до бібліотеки завітали гості з Києва та Чернігова—фольклорно-експедиційна група. Вони записували на плівку та відеокамеру пісні нашого народу. Був присутній керівник народного ансамблю  «Кралиця». Працює і організовує роботу в бібліотеці Борисенко Світлана Миколаївна.
У селі функціонує загальноосвітня школа І-ІІ ст.
Школа працює за напрямом народознавства. Вчителі та учні зібрали матеріали з історії школи, села і підпорядкованого с. Прибинь хутора Костянтинівка. Збираємо матеріали народної творчості нашої місцевості. Записали обряди весілля, народин, похорон нашого села. Проводяться свята за народним календарем. У проведенні шкільних свят використовуємо народні традиції. Створена кімната народознавства.  Деякі класні кімнати оформлені, як народні світлиці. Приділяємо увагу фізичному розвитку дітей, проводимо змагання, веселі старти, «Тато, мама, я — спортивна сім*я». Готуючись до шкільних і календарних свят намагаємось підготувати виступ дітей на високому художньо-естетичному рівні. .
У 2005 р. відбулося святкування 100-річчя школи. на якому були присутні почесні гості, колишні випускники, вчителі, директори. Школа має 4 почесні грамоти за участь у конкурсах, 7 грамот і 4 кубки за участь у спортивних змаганнях.
Будинок культури є головним осередком відпочинку жителів села. Кожного вихідного дня для молоді проводяться дискотеки. В будинку культури є більярд, настільні ігри. На всі свята, силами художньої самодіяльності готуються святкові концерти.
12 червня 2020 року, відповідно до розпорядження Кабінету Міністрів України № 730-р «Про визначення адміністративних центрів та затвердження територій територіальних громад Чернігівської області», увійшло до складу Корюківської міської громади.
19 липня 2020 року, в результаті адміністративно-територіальної реформи та ліквідації колишнього Корюківського району, село увійшло до складу новоутвореного Корюківського району.

## Демографія
За даними сайту Верховної Ради України у Прибині станом на початок 2012 року мешкає 661 житель.
| 1866 | 1897 | 1988 | 2012 |
| ---- | ---- | ---- | ---- |
| 1036 | 1588 | 792  | 661  |
| ▲    | ▲    | ▼    | ▼    |

## Видатні люди с. Прибинь
1. Погуляй Олександр Васильович (1928 р. нар.) — голова колгоспу 1958—1966 рр., який електрифікував і радіофікував с. Прибинь першим в районі. За його головування колгосп «Червона Зірка» став мільйонером.
2. Коваль Андрій Макарович (1917—2006 рр.) — людина, яка своїм життям подає приклад для всіх поколінь. З юнацьких років брав активну участь у житті села. Пройшов всю війну і дійшов до Берліна. Не змінюючи професії, мав 55 років стажу роботи ветеринарним лікарем.
3. Рябець Микола Семенович — генерал-лейтенант, віце-президент корпорації «Небо України»
4. Сірий Гаврош Матвійович (1914—1943 рр.) — прибинський поет, який був репресований у 1937році.